# Hydnophytum contortum
Hydnophytum contortum är en måreväxtart som beskrevs av Elmer Drew Merrill och Lily May Perry. Hydnophytum contortum ingår i släktet Hydnophytum och familjen måreväxter.
Artens utbredningsområde är Papua Nya Guinea. Inga underarter finns listade i Catalogue of Life.